# The Vanguard
Pour plus de détails, voir Fiche technique et Distribution.
The Vanguard est un film britannique réalisé par Matthew Hope, sorti en 2008.

## Synopsis
Pour lutter contre la surpopulation, la « Corporation » décide d'éliminer les plus démunis à l'aide d'un virus. Mais le processus ne fonctionne pas comme prévu, et les morts reviennent à la vie.
Durant une opération militaire de nettoyage servant à sécuriser certaines zones, le soldat Jamal tombe sur Max, un rescapé vivant seul dans la forêt, et qui semble naturellement immunisé contre l'infection.

## Fiche technique
- Titre : The Vanguard
- Réalisation : Matthew Hope
- Scénario : Matthew Hope
- Production : Robert Henry Craft, Steve Dann, Anthony Delany, John Hope, Matthew Hope et Harry F. Rushton
- Musique : Mark Delany
- Photographie : David Byrne
- Montage : Simon Adams et Larry Trybec
- Direction artistique : John Luke Roy
- Costumes : Claire French
- Pays d'origine : Royaume-Uni
- Format : Couleurs - 1,85:1 - Stéréo - 35 mm
- Genre : Action, horreur et science-fiction
- Durée : 89 minutes
- Dates de sortie : 6 avril 2008 (Festival international du film fantastique de Bruxelles), 26 avril 2008 (festival Dead by Dawn)

## Distribution
- Ray Bullock Jr. : Max
- Bahi Ghubril : Hareem Jabbar
- Emma Choy : Rachael
- Karen Admiraal : Linda
- Steve Weston : Zac
- Shiv Grewal : Jamal
- Farhan Khan : un soldat
- Martin Hobbs : un soldat
- Terry Cole : un soldat
- Jack Bailey : un zombie
- Christopher Hatherall : un zombie
- Rob Cooper : un zombie
- Simon Whyman : un zombie